# لوئیس آریانو
لوئیس آریانو (انگلیسی: Luis Arellano؛ زادهٔ ۴ ژانویهٔ ۱۹۸۹) بازیکن فوتبال اهل ونزوئلا است که در باشگاه فوتبال رئال خاین در پست دروازه‌بان بازی می‌کند.